# Conde de Atouguia
Conde de Atouguia é um título nobiliárquico português criado, de juro e herdade, em 17 de Dezembro de 1448 por D. Afonso V a favor de D. Álvaro Gonçalves de Ataíde (c. 1390–1452), pelos serviços militares prestados. O título é relativo a Atouguia da Baleia, perto de Peniche, e esteve sempre associado à família Ataíde.
Jerónimo de Ataíde, 11.º Conde de Atouguia, bisneto do 2.º Marquês de Távora e casado com uma filha do 4.º Marquês de Távora, foi envolvido no processo dos Távoras. Considerado culpado foi preso, executado, os seus bens confiscados e a sua Casa e títulos extintos. Posteriormente, a rainha D. Maria I e o rei D. Pedro III exoneraram toda a família de quaisquer culpas, à excepção do Duque de Aveiro. Foi passada sentença absolutória que possibilitava a restauração do título mas não dos bens associados. Perante o não retorno dos bens a família nunca requereu a restauração do título, que se manteve extinto, encontrando-se a sua representação nos Marqueses da Ribeira Grande.
Anselmo Braamcamp Freire, na sua obra Brasões da Sala de Sintra, dedica o capítulo IV do Livro Primeiro aos Ataíde, incluindo os condes de Atouguia.

## Condes de Atouguia (1448)

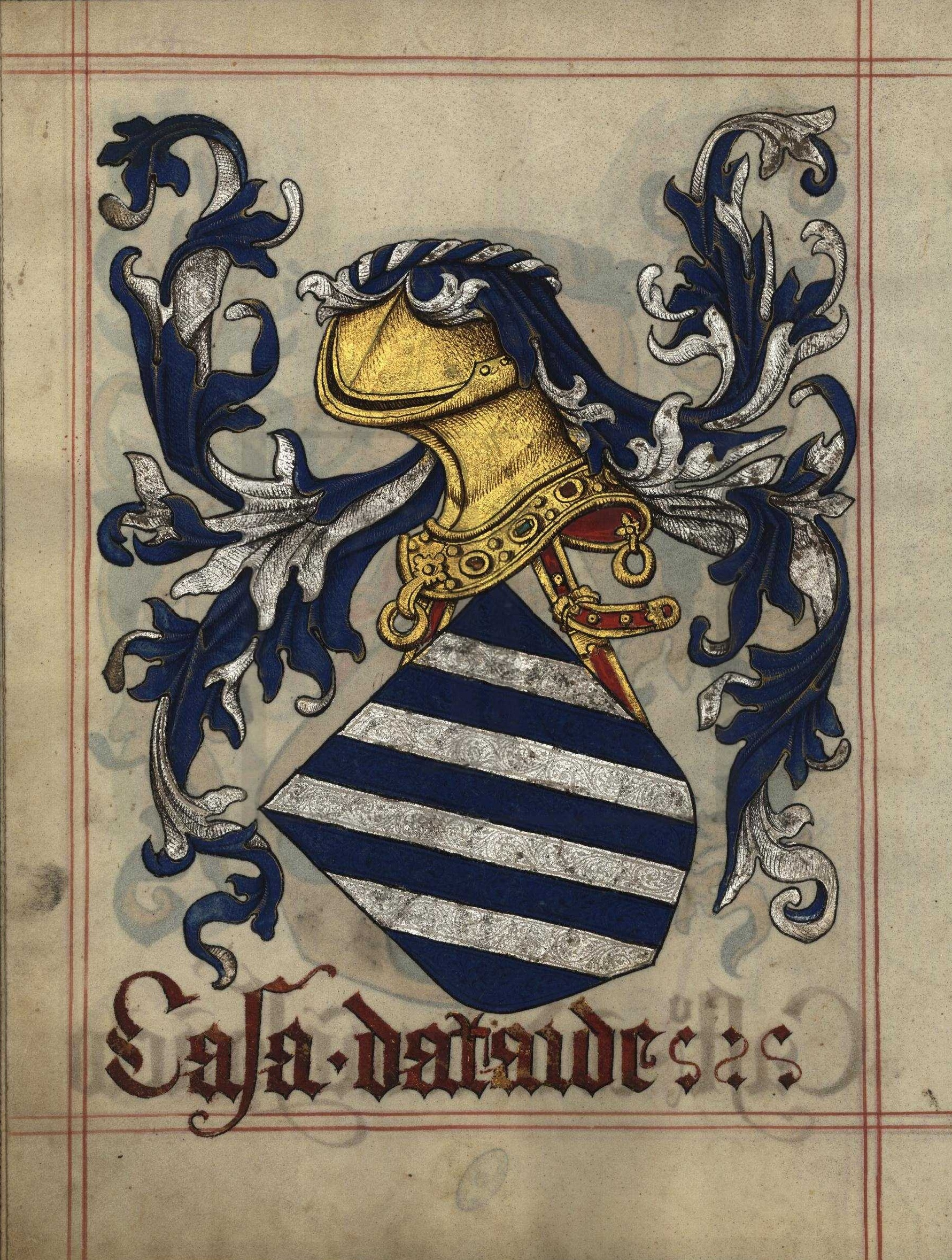
Armas de Ataíde chefe, in Livro do Armeiro-Mor (fl 49^{v}) (1509). Armas dos Ataídes, Condes de Atouguia.

### Titulares
1. Álvaro Gonçalves de Ataíde (c.1385–1452), conde por carta de 17 de dezembro de 1448.
2. Martinho de Ataíde (c.1415–1499), filho do anterior, conde por carta de 14 de fevereiro de 1452
3. Luís de Ataíde (1517–1580) bisneto do anterior, conde por carta de 4 de setembro de 1577, 10.º e 12.º  Vice-Rei da India
4. João Gonçalves de Ataíde (c.1560–1628), trineto do 2.º conde e primo segundo do anterior.
5. Luís de Ataíde, (c.1570–1639), filho do anterior, casado com  Dona Filipa de Vilhena, Marquesa de Atouguia.
6. Jerónimo de Ataíde, 6.º Conde de Atouguia (1610–16 de Agosto de 1665), filho do anterior, uma das grandes figuras da Restauração da Independência de Portugal.
7. Manuel Luís de Ataíde (c.1640–1665), filho mais velho do anterior
8. Luís Peregrino de Ataíde, meio-irmão do anterior
9. Jerónimo Casimiro de Ataíde (?–30 de Novembro de 1720), filho do anterior. Casado com Mariana Teresa de Távora, filha do 2.º Marquês de Távora
10. Luís Peregrino de Ataíde (16 de Outubro de 1700–1758), filho do anterior. 6.º Vice-rei do Brasil
11. Jerónimo de Ataíde (14 de Julho de 1721–13 de Janeiro de 1759), filho do anterior. Casado com Mariana Bernarda de Távora, filha do 4.º Marquês de Távora. Executado

### Armas
As armas dos Ataíde condes de Atouguia eram: de azul, com quatro bandas de prata. Timbre: uma onça azul, bandada de prata.
Estas armas encontram-se no Livro do Armeiro-Mor (fl 49v), no Livro da Nobreza e Perfeiçam das Armas (fl 9v), no Thesouro de Nobreza (fl 25r), etc. Encontram-se também na Sala de Sintra, onde são o 4.º brasão, na ordem de importância da época.